# Hanna Schamraj-Hruschewska

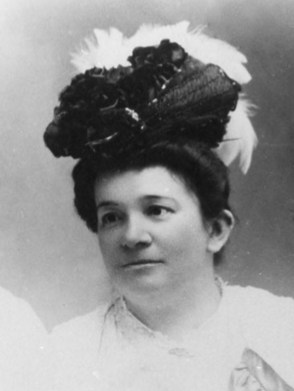
Hanna Schamraj-Hruschewska (1907)

Hanna Serhijiwna Schamraj-Hruschewska (ukrainisch Ганна Сергіївна Шамрай-Грушевська, * 16. April 1869 in Sestryniwka. heutiger Rajon Chmilnyk; † 7. August 1943 in Kiew) war eine sowjetisch-ukrainische Historikerin und Übersetzerin.

## Leben
1887 absolvierte sie ein Frauengymnasium in Wladikawkas. Seit 1905 lebte sie in Kiew. Sie arbeitete von 1909 bis 1912 für mehrere Zeitschriften, darunter den Literarisch-wissenschaftlichen Herold. Von 1917 bis 1921 war sie Mitglied und Mitarbeiterin der historischen Abteilung der Ukrainischen wissenschaftlichen Gesellschaft. 1920 war sie Redakteurin im Verlag „Knyhospilka“ und ab 1921 im Staatlichen Verlag der Ukraine. Sie veröffentlichte mehrere literarische und historische Artikel und Rezensionen.
Von 1917 bis 1921 war sie Mitglied der ukrainischen Partei der Sozialrevolutionäre. Sie lebte von 1919 bis 1920 in Kamjanez-Podilskyj und arbeitete in der Verwaltung der Post- und Telegrafenanstalten und als Übersetzerin im Verlag der Verwaltung von Podolien. Sie war Mitglied der Akademie der Wissenschaften der Ukraine und veröffentlichte in deren Sammlungen und Zeitschriften von 1924 bis 1929 Studien zur Stadtgeschichte der linksufrigen Ukraine des 17. und 18. Jahrhunderts und des ukrainischen Kulturlebens im 18. und 19. Jahrhundert. Zudem arbeitete sie in der Ständigen Kommission der Akademie zur Erstellung eines historisch-geographischen Wörterbuchs der ukrainischen Länder mit. Im August 1930 wurde sie infolge der Säuberung der Akademie entlassen.
1941 erhielt sie, weil sie Mychajlo Hruschewskyjs Schwester war, durch einen Beschluss des Kiewer Bürgermeisters eine lebenslange Rente. Sie wurde im Grab ihrer Mutter auf dem Baikowe-Friedhof beigesetzt. 1995 wurde auf Initiative der Mitarbeiter des M.-Hruschewskyj-Geschichts- und Gedenkmuseums in Kiew ihr Name in den Grabstein ihrer Mutter gemeißelt.